# Ээсти Раамат
«Э́эсти Ра́амат» (эст. Eesti Raamat — «Эстонская Книга») — таллинское издательство. В советское время издательство художественной, детской и научно-популярной литературы, с 1991 года — издательство художественной и исторической литературы. Адрес издательства: Laki tn 26, Tallinn. 

## История
Основано в 1949 году как «Эстонское государственное издательство» (Эстгосиздат, Eesti Riiklik Kirjastus), которое в 1964 году было переименовано в «Ээсти Раамат» (Eesti Raamat) с одновременным выделением образовательной и научной литературы в новое издательство под названием «Валгус» (Valgus/«Свет»).
В советские времена — основное издательство художественной литературы в Эстонской ССР, а также детской литературы, книг об искусстве.
Выходили серии книг: «Классики мировой литературы» (1957—1961), «Книга XX века» (1962—1970), «Поэзия XX века» (с 1963), «Советская поэзия» (с 1971), «Мир и что в нём есть» (с 1957), для детей — «Сказки ста народов» (с 1973), «Лучшие книги всех времён» (с 1975), «Молодые авторы» (1978—1983) и др.
В 1979 году издательством была выпущена 421 книга и брошюра общим тиражом свыше 8 млн экземпляров.
В советский период главными редактором издательства почти за всё время его существования (в 1968—1986 годах) был Аксель Тамм.
После 1991 года крупное издательство было поделено на четыре: «Eesti Raamat» (художественная литература), «Olion» («Олион») (литература по общественным наукам), «Tiritamm» («Тиритамм») (книги для детей), «Olümpia» (Олимпия») (книги о спорте). С 1995 года издательство является частным предприятием.
В настоящее время «Ээсти Раамат» издаёт в год около 100 книг, из которых ⅓ составляют произведения эстонских авторов и ⅔ — переведённые книги; также выпускаются аудиокниги и электронные книги. Издаются книжные серии «Eesti romaanivara» («Эстонские романы»), «Eesti novellivara» («Эстонские новеллы»), «Nobeli laureaat» («Нобелевский лауреат»), «Põhjamaade romaan» («Роман Северных стран»), «Klassikalised lood» («Классические произведения»), «Nüüdisromaan» («Современный роман»), «Tõlkes leitud» («Найденное в переводе»), «Saareraamat» («Островная книга»), «Mereromaan» («Морской роман»), а также продолжительная серия криминальной литературы «Mirabilia» («Мирабилия»).